# マリアンヌ・エメシェール
マリアンヌ・エメシェール（Maryanne Amacher、1938年2月25日 - 2009年10月22日）は、サウンド・インスタレーションで知られるアメリカ合衆国の作曲家。
ペンシルベニア大学でジョージ・ロックバーグとカールハインツ・シュトックハウゼンに作曲を師事し、1964年に美術学士号(B.F.A.)を取得。その後、イリノイ大学アーバナ・シャンペーン校に進学し、音響学と情報工学を専攻した。1967年、《シティ・リンクス：バッファロー》と題したバッファロー市内にバラバラに取り付けられた5本のマイクによる28時間の作品を作曲。同作品はラジオ放送局WBFOによって生放送された。エメシェールの作品は特定の場所を用いるものが非常に多く、作品中に現れる心理音響的錯覚は建築物の音響が作り出している。これまでにデヴィッド・バーマン、スコット・フィッシャー、マーク・トレイル、アルヴィン・カランらとコラボレーションを果たした。
2005年、プロジェクト「TEO! A sonic sculpture」により、アルス・エレクトロニカ賞（ディジタル・ミュージックス部門）を受賞。その後は、ニューヨーク州アナンデール・オン・ハドソンの名門教養大学、バード・カレッジで教鞭を執っている。